# Nereo Odchimar
Nereo Page Odchimar (* 16. Oktober 1940 in Bacuad, Surigao del Norte, Philippinen; † 1. Februar 2024 in Davao City) war ein philippinischer Geistlicher und römisch-katholischer Bischof von Tandag. Er war von 2009 bis 2011 Vorsitzender der Katholischen Bischofskonferenz der Philippinen (CBCP).

## Leben

Bischofswappen von Nereo Odchimar

Nereo Odchimar studierte Philosophie am Seminar in Palo, Leyte, und Theologie am Seminar in Makati City. Er empfing am 19. Dezember 1964 die Priesterweihe. Von 1965 bis 1977 war er Seelsorger im Bistum Surigao. Er studierte anschließend Kanonisches Recht an der University of Santo Tomas in Manila (magna cum laude, 1982) und wurde 1983 in diesem Fach promoviert (magna cum laude). Zudem absolvierte er ein Studium in Business Administration (MBA) an der De La Salle Universität in Manila.
Am 18. Oktober 2001 wurde er von Papst Johannes Paul II. zum zweiten Bischof des Bistums Tandag in der Provinz Surigao del Sur, Mindanao, ernannt. Die Bischofsweihe spendete ihm der Erzbischof von Manila, Jaime Lachica Kardinal Sin, am 27. November desselben Jahres; Mitkonsekratoren waren sein Vorgänger als Bischof von Tandag, Ireneo A. Amantillo CSsR, und der Weihbischof in Manila, Socrates Buenaventura Villegas. 
In Nachfolge von Angel Lagdameo wurde er am 11. Juli 2009 zum Vorsitzender der Philippinischen Bischofskonferenz CBCP gewählt.
Papst Franziskus nahm am 26. Februar 2018 seinen altersbedingten Rücktritt an.
Nereo Odchimar starb am 1. Februar 2024 im San Pedro Hospital von Davao City an den Folgen von Diabetes und Nierenkomplikationen.

## Wirken
Nereo Odchimar wurde bekannt mit seinem sozialen Engagement und seinen Aktivitäten gegen die massive Umweltzerstörung durch internationale Bergbaukonzerne auf Mindanao. Zudem kämpfte er gegen die islamistische Organisationen „Moro Islamic Liberation Front“ als auch die Terrororganisation „Abu Sajaf“.